# Shengjiang
Shengjiang (kinesiska: 生江) är en köping i sydöstra Kina. Den ligger i Luoding i staden Yunfu i provinsen Guangdong, omkring 190 kilometer väster om provinshuvudstaden Guangzhou. Antalet invånare är 31 885. Befolkningen består av 15 730 kvinnor och 16 155 män. Barn under 15 år utgör 24,0 %, vuxna 15-64 år 65 %, och äldre över 65 år 9,0 %.